# Senegalia sororia
Senegalia sororia är en ärtväxtart som först beskrevs av Paul Carpenter Standley, och fick sitt nu gällande namn av Nathaniel Lord Britton och Joseph Nelson Rose. Senegalia sororia ingår i släktet Senegalia och familjen ärtväxter. Inga underarter finns listade i Catalogue of Life.